# Colégio Brasil
Colégio Brasil é uma telenovela brasileira produzida pela JPO Produções e exibida pelo SBT entre 6 de maio a 20 de setembro de 1996 em 117 capítulos. Escrita por Yoya Wursch e dirigida por Roberto Talma e José Paulo Vallone.
Giuseppe Oristanio interpretou o personagem principal, numa trama que narra a história de uma inspetora amargurada por seu passado, atuada por Maria Padilha. Taumaturgo Ferreira, Patrícia de Sabrit, Paulo Nigro, Ana Kutner, Ittala Nandi, Cláudia Lira, Edwin Luisi, Afonso Nigro, Fausto Maule e Henri Pagnocelli desempenharam os demais papéis principais. Estreada simultaneamente com outras produções da emissora, Antônio Alves, Taxista e Razão de Viver, o folhetim tematizou as brigas escolares, o sexo seguro e a gravidez.
A cantora paulista Mônica Salmaso executou o tema de abertura, "Chovendo na roseira". A telenovela ainda contou com canções interpretadas por Tom Jobim, João Marcelo Bôscoli, Adriana Calcanhoto e Djavan. O título Colégio Brasil é uma referência ao cenário de maior parte da trama. E, apesar de ser recebida positivamente, foi criticada por Rogério Durst, de O Globo, por falta de dicção do elenco.

## Antecedentes
Em 1993, o SBT parou de comprar telenovelas da Televisa e começou a investir em folhetins brasileiros. Logo, em 1994, Sílvio de Abreu e Rubens Ewald Filho adaptaram Éramos Seis de um romance homônimo de Maria José Dupré. Esta superou a meta de 10 pontos, alcançando índices satisfatórios e a premiação do Troféu Imprensa de melhor novela. Após tal sucesso, Lauro César Muniz escreveu As Pupilas do Senhor Reitor, baseando-se em um folhetim português.
Portanto, Sangue do Meu Sangue foi escrita em 1995 por Paulo Figueiredo e Rita Buzzar em uma refilmagem da obra de Vicente Sesso. Desde então, a emissora fez parcerias com a Ronda Studios e a JPO Produções. Com a volta às compras de romances mexicanos, a direção de teledramaturgia do SBT decidiu fazer um teste: colocar ao ar três telenovelas brasileiras, simultaneamente, no horário nobre.

## Produção
A escritora Yoya Wursch começou a escrever os textos em meados do segundo semestre de 1995 e foram necessários seis meses de preparação técnica, escolha do elenco e cenografia. Realizada em parceria com a empresa paulista JPO Produções, as filmagens de Colégio Brasil começaram em 25 de março de 1996. Por total, a emissora gastou US$ 4 milhões na trama.
| “ | A maior dificuldade está de um lado na formação do elenco, porque todas as pessoas sondadas por nós tiveram seus contratos renovados até o ano 2001 com a Globo, mesmo sem qualquer perspectiva de trabalho para já. | ” |

A escolha do elenco foi feita pela própria direção do folhetim. O cenário de maior parte da trama é o colégio Brasil, cujas cenas foram realizadas em uma escola cenográfica de 1,8 mil metros quadrados, idealizada por Waldir Gunter no bairro nobre paulistano Indianópolis.

## Enredo
"O que vamos mostrar é a relação entre aluno e professor e as várias situações que ela pode acarretar".

—Edwin Luisi, ator da telenovela.
Lancelotti chega ao colégio Brasil para lecionar literatura com seus modos liberais, descumprindo as regras severas impostas pelo diretor conservado Edmo. Júlia é professora do primeiro grau e namora o professor Mac, porém o novo educador se apaixona pela mulher, à primeira vista. A inspetora Nair não gosta do professor devido um romance mal resolvido no passado e tenta se livrar de Manoel Boi, um ex-garoto de rua criado na instituição por Osvaldo, casado com a ambiciosa Tereza. Miss Daisy, professora de inglês, também discorda das normas da escola e decide apoiar o jovem em seu plano sobre desestabilizar as regras.
Nair, disposta a expulsar Lancelotti do colégio, cria situações falsas, apesar de continuar amando-o. Desta forma, a inspetora começa a odiar Júlia e tenta fazer com que Edmo acredite em suas mentiras e fatos inconcretos sobre ambos. Com o passar dos dias, Manuel Boi se apaixona por Tininha, filha do diretor e Júlia se torna noiva de Mac, irritando Lancelotti. Finalmente, Nair consegue ser correspondida por seu amor pelo professor e ele a pede em casamento.
Júlia casa-se com Mac e Cristiano, filho deficiente de Nair, passa por um tratamento e melhora consideravelmente. Após tentativas de destruir a instituição, Tereza se arrepende e se apaixona por Inácio. Dias depois, Nair descobre que está grávida de Lancelotti. Com isso, todas as situações foram resolvidas e, após um aviso de que todos passaram no vestibular, Tininha e Manoel Boi se casam no colégio Brasil.

## Exibição
A exibição da telenovela estava prevista para começar em 22 de abril de 1996, porém a emissora decidiu adiar para estrear, simultaneamente, Antônio Alves, Taxista e Razão de Viver, substituindo Sangue do Meu Sangue. Logo, seu primeiro capítulo foi exibido no dia 6 de maio, na faixa das 18h pelo SBT. Transmitida de segunda a sábado, seu último episódio foi transmitido em 20 de setembro de 1996, totalizando 117 capítulos. Em Portugal foi exibida em 1996 e 1999 na TVI.
A cantora paulista Mônica Salmaso interpretou o tema de abertura da novela, "Chovendo na roseira". Produzida pela SBT Music e a JPO Produções, em colaboração com a Fábrica de TV, a vinheta de abertura de Colégio Brasil conta com frames de cenas da trama. As imagens presentes mostram, inicialmente, uma chuva de folhas de papel e em seguida, um caderno folheado com gravuras representando os estudantes e funcionários da instituição.

## Elenco
Giuseppe Oristânio interpretou Lancelotti, um professor de literatura que ingressa ao colégio Brasil no início do ano letivo. A instituição é controlada pelo diretor Édmo (Edwin Luisi), a inspetora amargurada Nair (Maria Padilha), os funcionários Ciça (Lorena Nobel) e Olga (Miriam Mehler), os professores Mac (Afonso Nigro), Miss Dayse (Ítala Nandi), Mister John (Norival Rizzo) e Júlia (Patrícia de Sabrit), a qual leciona no primeiro grau, onde se encontra os alunos Paulinho (Rafael Pongelupi), Maria João (Juliana Poletti), Gaio (Arnaldo Barone), Fernanda (Júnia Machado Pereira), Alex (Emerson Muzelli), Leni (Sofia Papo), Cristiano (Kaíto Ribeiro), Luíza (Andreá Dietrich) e Antônia (Paloma Bernardi).
Manuel Boi (Taumaturgo Ferreira) é um ex-garoto de rua, criado por Osvaldo (Henri Pagnocelli), esposo da malvada Tereza (Cláudia Lira). O jovem trabalha na instituição e se apaixona por Tininha (Ana Kutner), filha do diretor. A moça é aluna do colégio Brasil e estuda com os jovens Alceu (Alexandre Paternost), Lívia (Ângela Dip), Maria Paulo (Ângela Figueiredo), José Mário (Antônio Pedro), Fogueira (Bruna Marcotti), Bruno Mattos (Diego Ramiro), Pã (Fausto Maule), Vinícius (Gustavo Haddad), Bruno Alencar (Hemílcio Fróes), Mírian (Jacqueline Cordeiro), Flávio (Jandir Ferrari) e Mary Louca (Jerusa Franco). Seguidos por Inácio (José Américo Magnolli), Barreto (Alberto Baruque), María Cecília (Paula Saniotto) e Raphael (Murilo Troccoli).

## Lançamento e repercussão

### Audiência
A telenovela elaborada pela JPO Produções e dirigida por Talma oscilou cerca de 10 pontos de média, índices satisfatórios para a emissora, a época e o horário, o qual consolidou-a na vice-liderança. Segundo observações de periodistas da Folha de S.Paulo, Colégio Brasil e Antônio Alves, Taxista "poderiam roubar pontos de audiência da TV Cultura emissora que ocupa[va] o terceiro lugar das 18h às 20h30 na Grande São Paulo." Ainda avaliaram que, "[a trama de Worsche] é voltada ao público adolescente e entraria ao ar às 18h, quando a Cultura exibia o infantil Cocoricó, programa sobre o universo rural que atingia uma média de 6 pontos".

### Avaliação em retrospecto

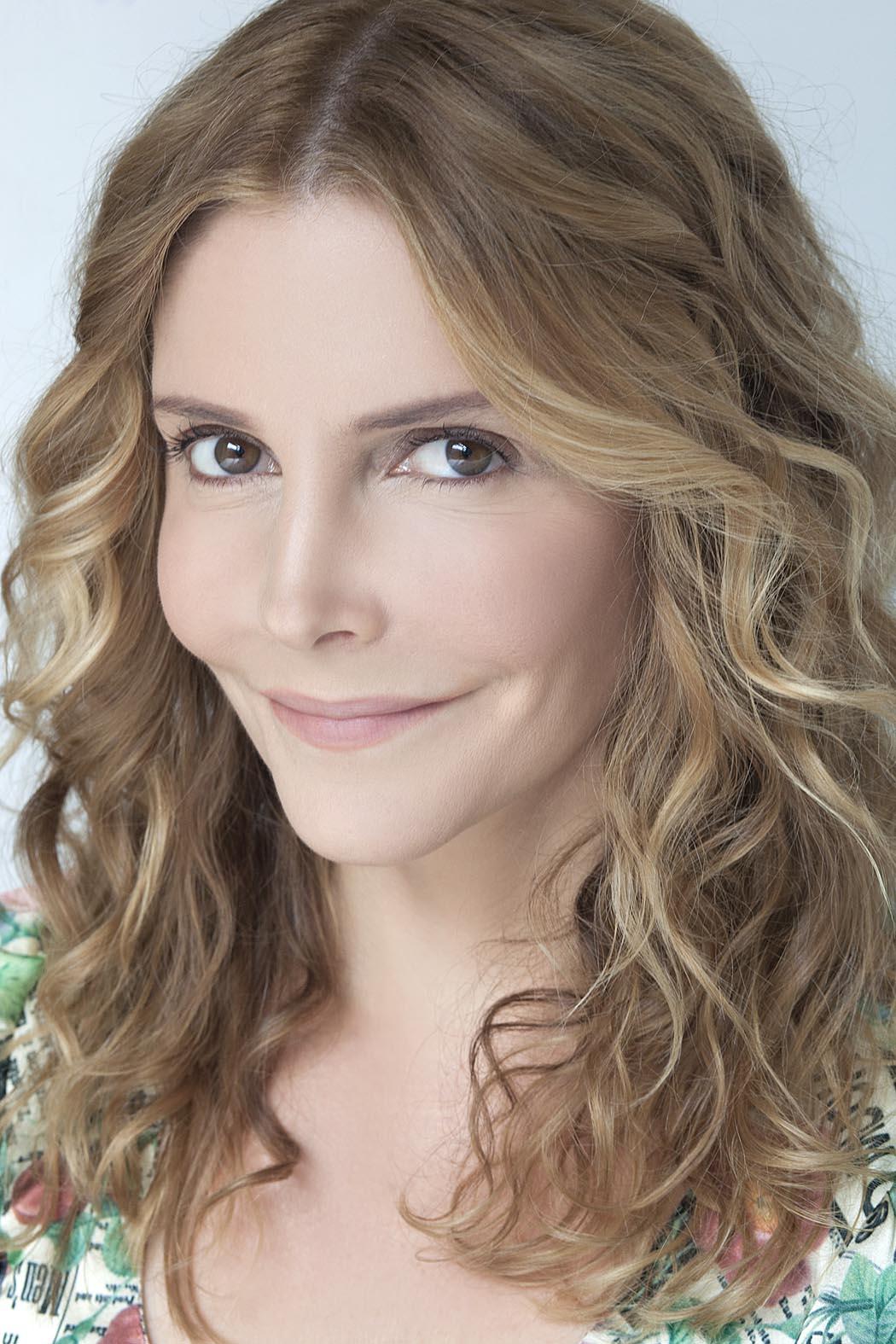
Maria Padilha foi colocada como cômica por Luiz Augusto Michelazzo, de O Globo.

Luiz Costa, de O Estado de S. Paulo, comentou que "[a trama mesclou] as fórmulas do filme Sociedade dos Poetas Mortos, de Peter Weir, com as das novelas Malhação, sucesso da Rede Globo que imbeciliza os jovens, e Carrossel, infantil do SBT". Tal comentário foi discordado pelo diretor da telenovela: "uma novela é sempre parecida com outra, por isso é besteira esse papo de 'Carroção', o mix de Carrossel e Malhação". Luiz Augusto Michelazzo, de O Globo, avaliou que é "uma história que vale ouro". Por outro lado, o jornalista Rogério Durst, do mesmo noticiário, criticou que o elenco não sabe falar.
Rose Esquenazi, do Jornal do Brasil, avaliou: "criaram um folhetim simpático, com imagens modernas, direção inteligente e interpretação correta, apesar do excessivo sotaque paulista, existe uma história ali. Além de conflitos humanos, há tipos que, embora estereotipados, têm tudo para agradar em cheio às crianças [...] Não faltou nem mesmo uma professorinha, a Júlia, mestre de uma turma que traz o inteligente, o bagunceiro, a bonitinha, a criança frágil". O periodista também avaliou o primeiro capítulo: "como também quer investir nos adolescentes, Colégio Brasil, exibe cenas de leve erotismo, conquistas amorosas, sessões de fumo no banheiro, repressão e rebeldia."